# Landsled
Landsled er en bebyggelse i Keldby Sogn på Møn, beliggende ca. 2 kilometer øst for Keldby. Landsled omtales i år 1670.
Den ligger i Vordingborg Kommune og tilhører Region Sjælland.